# Florida Ridge
Florida Ridge est une census-designated place du comté d'Indian River, dans l'État de Floride, aux États-Unis,. En 2020, elle compte une population de 21 302 habitants.